# La Bellière, Orne
La Bellière är en kommun i departementet Orne i regionen Normandie i nordvästra Frankrike. Kommunen ligger i kantonen Mortrée som tillhör arrondissementet Argentan. År 2022 hade La Bellière 129 invånare.

## Befolkningsutveckling
Antalet invånare i kommunen La Bellière
| Referens: INSEE |